# NGC 478
NGC 478 ist eine Spiralgalaxie vom Hubble-Typ Sd? pec im Sternbild Walfisch südlich der Ekliptik. Sie ist schätzungsweise 302 Millionen Lichtjahre von der Milchstraße entfernt und hat einen Durchmesser von etwa 80.000 Lj.
Das Objekt wurde im Jahr 1886 vom US-amerikanischen Astronomen Francis Preserved Leavenworth entdeckt.